# París-Tours 1921
La París-Tours 1921 fue la 16.ª edición de la clásica París-Tours. Se disputó el 17 de abril de 1921 y el vencedor final fue el francés Francis Pélissier en una edición donde las condiciones climáticas fueron extremadamente duras. De hecho, de los 64 ciclistas que tomaron la salida tan solo llegaron ocho al final.  

## Clasificación general[3]
|   | Ciclista          | Equipo | Tiempo      |
| - | ----------------- | ------ | ----------- |
| 1 | Francis Pélissier |        | 14h56'20""  |
| 2 | Louis Mottiat     |        | a 1'32"     |
| 3 | Eugène Christophe |        | a 1'40"     |
| 4 | Albert Dejonghe   |        | a 9'10"     |
| 5 | Fernand Moulet    |        | a 58'40"    |
| 6 | Louis Heusghem    |        | a 1h 04'40" |
| 7 | Joseph Muller     |        | a 2h 44'00" |
| 8 | Pierre Herbette   |        | a 4h 21'00" |